# Robert Nobel

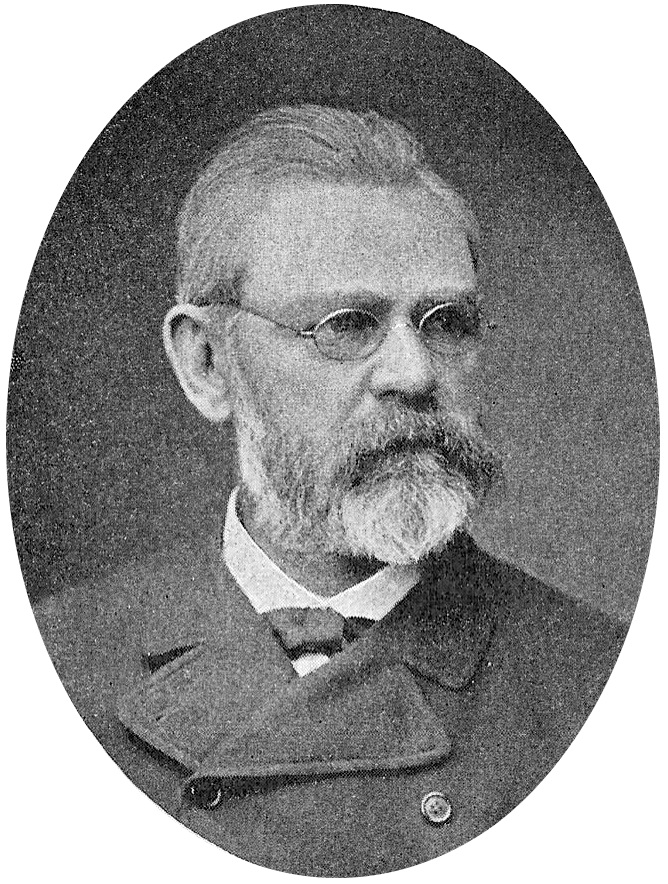
Robert Nobel

Robert Hjalmar Nobel (Stockholm, 14 augustus 1829 - Getå nabij Norrköping, 7 augustus 1896) was een Zweedse industrieel, oliemagnaat en broer van Alfred Nobel.

## Leven
Robert Nobel bracht bijna twee jaar door op zee, voor hij in de machinefabriek van zijn vader Immanuel Nobel in Sint-Petersburg, Nobel & Söner, ging werken en scheikunde ging studeren. In de jaren 1860 begon Robert Nobel bij Helsinki een eigen nitroglycerinefabriek.
In 1861 trouwde hij Paulina Sofia Carolina Lenngrén, die hem de dochters Ingeborg Sofia en Tyra en de zonen Hjalmar Imanuel en Ludvig Imanuel schonk.
In 1871 keerde hij terug naar Sint-Petersburg en werkte voor de fabriek van zijn broer Ludvig Nobel, onder andere bij de wapenproductie en de verkoop van civiele machines.

## Oliemaatschappij
Op verzoek van zijn broer Ludvig ging hij in 1873 naar de Kaukasus, naar Bakoe. Eigenlijk moest hij notenhout voor de geweerproductie kopen. Maar hij zag de kansen van de opkomende oliehausse. De gebroeders verzekerden zich van de onderzoeks- en gebruiksrechten van de Russische staat voor aardolie in het gebied aan de Kaspische Zee. Gezamenlijk ontgonnen ze vanaf 1876 met gunstige aankopen, succesvolle boringen en innovatieve raffinaderijen de oliebronnen daar. In 1877 brachten ze voor het eerst hun uitvinding van de pijpleiding in de praktijk en reduceerden daarmee de transportkosten voor olie aanzienlijk.
Hun bedrijf, het op 15 mei 1878 met een kapitaal van 3 miljoen roebels opgerichte Naftaproduktionsbolaget Bröderna Nobel (Branobel), kon zich handhaven tegen de concurrentie, vooral tegen de Parijse tak van de ondernemersfamilies Rothschild en John D. Rockefeller. Het was een der rijkste oliemaatschappijen van die tijd.

## Teruggang
In 1881 trok Robert Nobel zich voor een groot deel terug uit het bedrijfsleven en ging, met achteruitgaande gezondheid, met zijn vrouw en kinderen via Zwitserland naar Zweden. Hij vestigde zich in Getå bij Norrköping om tot rust te komen, maar bleef verder actief als uitvinder en technische ontwerper.